# Yusuf Karş
Yusuf Kenan Karş (* 15. Oktober 1998) ist ein türkischer Eishockeyspieler, der seit 2024 beim Istanbul Büyükşehir SK in der türkischen Superliga unter Vertrag steht. Sein Bruder Ömer ist ebenfalls türkischer Nationalspieler.

## Karriere
Yusuf Karş begann seine Karriere als Eishockeyspieler beim Erzurum Büyükşehir Belediyesi SK aus Ostanatolien, für den er 2014 in der zweiten türkischen Eishockeyliga sein Debüt gab. Die Spielzeit 2016/17 verbrachte er beim Zeytinburnu Belediye SK in der türkischen Superliga, mit dem er türkischer Meister wurde. Von 2017 bis 2019 spielte er erneut für seinen Stammverein, mit dem er nunmehr ebenfalls in der Superliga aktiv war. Nach einem erneuten Jahr bei Zeytinburnu schloss er sich dem Buz Beykoz SK an, mit dem er 2021 seine zweite Meisterschaft gewann, wozu er als bester Abwehrspieler der Superliga maßgeblich beitrug. Anschließend spielte er ein weiteres Jahr in Zeytinburnu und eines beim Istanbul Büyükşehir SK. Anschließend kehrte er für ein Jahr zu Buz Beykoz zurück, bevor er sich 2024 erneut dem Istanbul Büyükşehir SK anschloss.

### International
Für die Türkei nahm Karş im Juniorenbereich in der Division III an den U18-Weltmeisterschaften 2015 und 2016 sowie den U20-Weltmeisterschaften 2015, 2016 und 2017, als er zum besten Verteidiger des Turniers gewählt wurde, teil. Bei der U20-Weltmeisterschaft 2018 spielte er mit dem Team vom Bosporus in der Division II und war gemeinsam mit dem Spanier Joan Serda zweitbester Torvorbereiter hinter dem Serben Mirko Đumić.
Mit der Herren-Nationalmannschaft spielte er bei den Weltmeisterschaften der Division III 2016, als den Türken der Aufstieg in die Division II gelang, und 2018. Bei der Weltmeisterschaft 2017 spielte er in der Division II. Nach dem sofortigen Wiederabstieg spielte er 2018 und 2022, als erneut der Aufstieg gelang, wieder in der Division III. Bei den Weltmeisterschaften 2023 und 2024 konnte er dann erneut in der Division II antreten. Nach dem erneuten Abstieg spielte er 2025 wieder in der Division III. Zudem stand er im Aufgebot seines Landes bei der Olympiaqualifikation für die Winterspiele in Mailand 2026.

## Erfolge und Auszeichnungen
- 2015 Aufstieg in die Division III, Gruppe A, bei der U18-Weltmeisterschaft der Division III, Gruppe B
- 2017 Türkischer Meister mit dem Zeytinburnu Belediye SK
- 2016 Aufstieg in die Division II, Gruppe B, bei der Weltmeisterschaft der Division III
- 2017 Aufstieg in die Division II, Gruppe B, bei der U20-Weltmeisterschaft der Division III
- 2017 Bester Verteidiger der U20-Weltmeisterschaft der Division III
- 2021 Türkischer Meister mit dem Buz Beykoz SK
- 2021 Bester Verteidiger der Superliga
- 2022 Aufstieg in die Division II, Gruppe B, bei der Weltmeisterschaft der Division III, Gruppe A